# 스케일노돈
스케일노돈(Scalenodon)은 트라이아스기 중기 아프리카와 러시아에 살았던 키노돈트이다. 아프리카에서 발견된 대부분의 종(S. hirschoni)들은 스케일노돈속이 아닌 다른 속에 속한다.

## 발견 역사
스케일노돈의 화석은 잠비아의 만다 층에서 처음으로 발견되었으며 이들은 1946년에 트리라코돈 앙구스티프론스(Trirachodon angustifrons)으로 분류가 되었으나 1955년, 이 종은 트리라코돈이 아닌것으로 밝혀졌고 스케일노돈이라는 새로운 속으로 명명되었다. 1963년에 스케일노돈 드라이스달리(S. drysdali)라는 두번째 종이 명명되었는데 그해 말 스케일노돈 드라이스달리는 루앙와(Luangwa)라는 새로운 속으로 명명되었다. 스케일노돈 애트리지(S. attridgei), 스케일노돈 차르이기(S. charigi), 그리고 스케일노돈 허쉬소니(S. hirschoni)라는 이 세 종은 1972년 만다 지층(Manda beds)에서 발견되었다. 그리고 1973년에는 러시아에서 또 다른 스케일노돈 화석이 발견되었으며 이 종은 스케일노돈 보레우스(S. boreus)라는 학명으로 명명되었다. 스케일노돈 보레우스는 우랄 산맥에서 발견되었다.
2003년 트레버소돈류들의 관계를 연구한 결과, 만다 층에서는 하나 이상의 계통군을 형성하는 스케일노돈 종을 발견하지 못했는데, 이는 많은 스케일노돈 종들을 재분류해야 한다는 것을 알려준다. 이 연구는 스케일노돈 허쉬소니(S. hirschoni)가 스케일노돈 보다는 다른 트레버소돈류와 가까운 관계라는 것을 시사한다. 그리고 스케일노돈 애트리지는 스케일노돈 차르이기의 학명 이명으로 간주되었으며, 이들은 스케일노돈 앙구스티프론스와 관련은 있는 것으로 추정된다. 반면에 스케일노돈 허쉬소니는 2013년에 만다곰포돈(Mandagomphdon)이라는 새로운 속으로 재분류 되었다.
1. ↑  Parrington, F. R. (1946년 11월). “On the Cranial Anatomy of Cynodonts”. 《Proceedings of the Zoological Society of London》 (영어) 116 (2): 181–197. doi:10.1111/j.1096-3642.1946.tb00116.x. ISSN 0370-2774.
2. ↑  Cromptok, A. W.; Parrington, F. R. (1955년 11월). “On some Triassic cynodonts from Tanganyika”. 《Proceedings of the Zoological Society of London》 (영어) 125 (3-4): 617–669. doi:10.1111/j.1096-3642.1955.tb00620.x. ISSN 0370-2774.
3. ↑  Brink, A.S. (1963). “Two cynodonts from the Ntawere Formation in the Luangwa valley of Northern Rhodesia”. 《Palaeontologia Africana》 8: 77–96.
4. ↑  Tatarinov, L.P. (1973). “Cynodonts of Gondwanan habit in the Middle Triassic of the USSR”. 《Paleontological Journal》 2: 200–205.
5. ↑  . doi:10.1111/j.1096-3642.2003.00096.x https://academic.oup.com/crawlprevention/governor?content=%2fzoolinnean%2farticle-lookup%2fdoi%2f10.1111%2fj.1096-3642.2003.00096.x. 2023년 12월 17일에 확인함. |제목=이(가) 없거나 비었음 (도움말)
6. ↑  Kammerer, Christian F., 편집. (2014). 《Early Evolutionary History of the Synapsida》. Vertebrate Paleobiology and Paleoanthropology Series. Dordrecht Heidelberg: Springer. ISBN 978-94-007-6840-6.